# Технические характеристики Xbox 360
Аппаратная часть игровой консоли Xbox 360 состоит из внутренней начинки и внешних аксессуаров.

## Центральный процессор
CPU Xenon, разработанный по заказу Microsoft, является трёхъядерным микропроцессором, спроектированным в IBM на базе архитектуры PowerPC. Изначально процессор выпускался по 90-нм техпроцессу, однако позднее (начиная с ревизии Falcon) для снижения тепловыделения стал применяться 65-нм техпроцесс. Процессор выдаёт высокую производительность в вычислениях с плавающей запятой через множественные FPU и SIMD модули векторного вычисления в каждом ядре. Теоретическая максимальная производительность процессора  115.2 GFLOPS. Каждое из трёх симметричных ядер CPU использует мультитрединг и работает на частоте 3,2 ГГц. В любом случае, также как и в других консолях, для уменьшения размеров, тепловыделения, стоимости и энергозатрат, процессор использует in-order execution систему обработки команд (в отличие от out-of order execution, которая используется в процессорах на PC, в том числе Intel Coppermine 128-based Pentium III на первом Xbox).
Начальная ревизия консолей использовала чип, производимый по 90-нм технологии, тогда как сейчас в магазинах продаётся усовершенствованная версия с чипом по 45-нм технологии. С графическим чипом процессор связан шиной, имеющей пропускную способность в 21,6 ГБ/сек (по 10,8 от GPU и к GPU). CPU Xbox 360 имеет 1 МБ кэша второго уровня, работающего на половине частоты процессора. Этот кеш общий для всех трёх ядер. Также CPU использует технологию eFuse и содержит ROM для хранения 1BL (First Boot Loader) и защитных ключей Microsoft, используемых для расшифровки данных игры.

## Память и системная шина

Диаграмма шин Xbox 360

Консоль имеет 512 МБ GDDR3 RAM, работающей на частоте 700 МГц с эффективной скоростью передачи на 1,4 ГГц 128-битной шины. Память общая для CPU и GPU, сделанной по унифицированной архитектуре, что является весьма хорошим достоинством памяти Xbox 360. Память была разработана при участии Samsung и Qimonda.
Внутренний модуль eDRAM связан со своей памятью шиной 256 ГБ/с. Высокая пропускная способность используется преимущественно для z-буферизации, альфа-блендинга и сглаживания; это сохраняет время и место в памяти, так как туда записывается уже готовый кадр. Между eDRAM и GPU скорость передачи данных составляет 32 ГБ/с. Пропускная способность GPU и памяти составляет 22,4 ГБ/с, а с южным мостом — 500 МБ/с.

## Графическое ядро
GPU в первом Xbox был разработан NVIDIA, тогда как в Xbox 360 находится графическое ядро от ATI под названием Xenos. Он разрабатывался под кодовым именем 1С, но иногда неправильно называется «R500». GPU содержит два отдельных кремниевых чипа, работающих на частоте 500 МГц. Главный GPU изготовлен в TSMC, а eDRAM-чип в NEC. Дочерний чип содержит дополнительную логику и 10 MB eDRAM, которая используется как буфер кадра. Благодаря дочернему чипу Xenos поддерживает 4x MSAA, Z-буферизацию, Альфа-блендинг без потерь в производительности GPU. Xenos полностью поддерживает Direct3D 9c и большинство функций Direct3D 10, таких как унифицированная шейдерная архитектура.

## Аудио и видео
Все игры для Xbox 360 поддерживают 5,1-канальный Dolby Digital Surround звук. Консоль работает с более чем 256 аудио каналами и 320 независимыми каналами декомпрессии звука, используя 32-битную обработку с поддержкой 48 кГц 16-битного звука. Аудиофайлы для игр кодируются с помощью Microsoft XMA Audio Format (формат, основанный на WMA). Также включён MPEG-2 декодер для воспроизведения DVD Video. VC-1 или WMV используются для потокового видео, для других же используется VC-1 на не-HD NTSC и PAL разрешений, либо WMV HD. Xbox 360 также поддерживает H.263 и H.264 MPEG-4 видео. В отличие от оригинального Xbox, голосовая связь привязана к консоли, не к коду игры, позволяя межигровое общение. Также удачно сделано голосовое общение на одной консоли — нет эха, так как голос посылается лишь на удалённую консоль.
В комплект Elite-версии консоли входит HDMI-кабель; Arcade и Premium версии также имеют HDMI-порт, но не кабель. Консолью поддерживаются широкоэкранные SDTV и HDTV разрешения с отношениями сторон экрана 4:3, 16:9, 16:10 и некоторые другие. На текущий момент большинство игр идут в разрешении 720p, но масштабируются до нужных размеров, устанавливаемых пользователем; от 480i NTSC и 576i PAL до всех видов 1080p HDTV. Вплоть до 1080p, разрешение изображения на вывод ограничено лишь используемым оборудованием (телевизор, проектор и т. д.), а также кабелем для подключения (компонент, композит, S-Video, HDMI, VGA и др.).

## DVD-привод
В консоли Xbox 360 установлен особый DVD-привод, тем не менее, подключенный к материнской плате стандартным SATA-кабелем. DVD-привод обладает специальным ключом, прописанным в его прошивке. При несовпадении данного ключа с ключом, записанным в NAND-памяти консоли, запуск игр невозможен.

### Список DVD приводов
| Производитель(и) | Модель                | Микропрограмма(ы)                                  | Замечания |
| ---------------- | --------------------- | -------------------------------------------------- | --- |
| Toshiba Samsung  | TS-H943               | MS25 MS28                                          | Привод от Toshiba/Samsung очень распространён. Он отличается более быстрым извлечением диска и отверстием посредине. Вырез в выезжающей части привода квадратной формы. Однако надо заметить, что эти модели DVD-приводов быстрее всех изнашиваются. Это выражается в ослаблении лазерного луча головки, а также постепенное «заедание» трея при открытии. |
| Hitachi LG       | GDR-3120L             | 0032, 0036, 0040 0046, 0047, 0058 0059, 0078, 0079 | |
| Philips BenQ     | VAD6038               | 62430C 64930C 04421C                               | Привод от Philips/BenQ — достаточно новый привод, про который было сказано как о более тихом при игре, просмотре DVD и др. Этот привод также известен более качественным чтением поцарапанных дисков, за что получил признание у пользователей. Привод считается самым простым в «прошивке».                                                               |
| Philips Lite-On  | DG-16D2S DG-16D2S-09C | 74850C 83850C 93450C 02510C                        | |
| Philips Lite-On  | DG-16D4S              | 9504 0272 0225 0401 1071                           | Новая модель привода Philips/Lite-On, устанавливаемая в новые Xbox 360 S. |
| Philips Lite-On  | DG-16D5S              | 1175 1532                                          | Обновлённая модель привода Philips/Lite-On для Xbox 360 S. Устанавливается в приставки выпущенные после июля 2011. |
| Hitachi LG       | DL10N                 | 0500AA 0502AA                                      | Новая модель привода от Hitachi/LG, устанавливаемая в Xbox 360 S. Встречается нечасто относительно приводов Philips/Lite-On. |

## Жёсткий диск
В игровой консоли установлен один съёмный жёсткий диск (за исключением моделей Arcade). Жёсткий диск имеет 2,5" форм-фактор и SATA-интерфейс, и заключен в специальный корпус. На жёстком диске записана специальная прошивка.
Интересный факт: Microsoft попыталась предотвратить производство жёстких дисков сторонними компаниями, включив в служебную информацию на жёстком диске свой логотип в PNG-формате. При отсутствии этих данных жёсткий диск не будет распознан консолью. Таким образом, сторонний производитель будет должен нарушить право Microsoft на торговую марку, чтобы изготовить HDD. Однако, это не мешает покупать сторонние жёсткие диски и перепрошивать служебную часть.
Используются сторонние жёсткие диски:
```
WD Scorpio BEVs / BEAS 
WD Scorpio Blue Series BEVS / BEVT 
WD Scorpio Black Series BEKT / BJKT WD Scorpio Black Series BEKT / BJKT 
WD VelociRaptor Series                                  
```

```
WD Scorpio Blue Series LPVX 
```

## Сеть
Все версии Xbox 360 имеют Ethernet 10/100 сетевой адаптер. Адаптер Wi-Fi отсутствует на ранних ревизиях, однако может быть приобретён отдельно. У Xbox 360 S (Valhalla) Wi-Fi-модуль встроенный
Примечательно, что при выборе русской локализации приставки, Wi-Fi модуль работает по протоколу G, при выборе европейской локализации Wi-Fi модуль работает по протоколу N.

## Материнская плата
| Название               | Процессор | Граф. процессор | HDMI | Расход энергии. Дата обращения: 17 мая 2009. Архивировано 18 марта 2012 года. | Примечания |
| ---------------------- | --------- | --------------- | ---- | ----------------------------------------------------------------------------- | --- |
| Xenon (Зенон/Ксенон)   | 90 нм     | 90 нм           | Нет  | 203 Ватт                                                                      | 203 Ватт, 16,5 A |
| Zephyr (Зефир)         | 90 нм     | 90 нм           | Да   | 203 Ватт                                                                      | 203 Ватт, 16,5 A |
| Falcon (Фалкон)        | 65 нм     | 90 нм           | Да   | 175 Ватт                                                                      | 175 Ватт, 14,2 A |
| Opus (Опус)            | 65 нм     | 90 нм           | Нет  | 175 Ватт                                                                      | Только как замена для материнских плат Xenon, которые ремонтировали в специальных центрах.                                                               |
| Jasper (Джаспер)       | 65 нм     | 65 нм           | Да   | 150 Ватт                                                                      | 65-нм GPU и увеличенный объём флэш-памяти (Только для Arcade на плате Jasper) до 256 MB (от 16 MB). 150 Ватт (или 175 Ватт на некоторых партиях), 12,1 A |
| Trinity (Тринити)      | 45 нм     | 45 нм           | Да   | 135 Ватт                                                                      | Новая, переработанная ревизия платы. CPU и GPU реализованы на одном чипе. 135 Ватт. Используется только в Xbox 360 Slim.                                 |
| Corona (Корона)        | 45 нм     | 45 нм           | Да   | 120 Ватт                                                                      | Обновлённая плата для Xbox 360 Slim. Чипы Hana и Southbridge объединены в один чип.                                                                      |
| winchester (винчестер) | 45 нм     | 45 нм           | Да   | 120 Ватт                                                                      | Эта плата на данный момент не поддаётся никакому взлому.                                                                                                 |

## Подключение Kinect и аксессуаров
Для подключения контроллера Kinect на старых версиях консоли требуется отдельный блок питания, в то время как ревизия Valhalla оборудована специальным AUX-портом, обеспечивающим нужную мощность для работы данного аксессуара.
Также на всех ревизиях консоли, кроме Valhalla, имеются 2 порта для подключения специальных карт памяти (Memory Units).

## Физические характеристики
Габариты 258x83x309 мм;
вес — 3,50 кг. Это меньше чем ранняя модификация Playstation 3, но больше чем Slim-версия японской консоли.